# Szwadron Kawalerii KOP „Zaleszczyki”

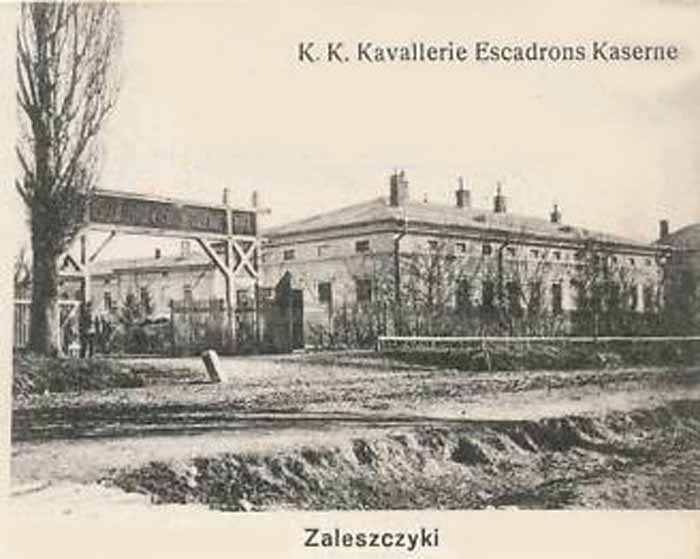
Koszary w Zaleszczykach przed 1914

Szwadron Kawalerii KOP „Zaleszczyki” – pododdział kawalerii Korpusu Ochrony Pogranicza.

## Formowanie i zmiany organizacyjne
Na posiedzeniu Politycznego Komitetu Rady Ministrów, w dniach 21-22 sierpnia 1924, zapadła decyzja powołania Korpusu Wojskowej Straży Granicznej. 12 września 1924 Ministerstwo Spraw Wojskowych wydało rozkaz wykonawczy w sprawie utworzenia Korpusu Ochrony Pogranicza, a 17 września instrukcję określającą jego strukturę. W 1925, w składzie 4 Brygady Ochrony Pogranicza, rozpoczęto formowanie jednostki 14 szwadronu kawalerii. W skład szwadronu wchodzić miały cztery plutony liniowe i drużyna dowódcy szwadronu. Stany szwadronu były zbliżone do stanów szwadronów formowanych w 1924. Jednostką formującą był 9 pułk ułanów . Szwadron początkowo stacjonował w Wołkowcach potem w Zaleszczykach.
Na podstawie rozkazu dowódcy KOP nr L.dz.931/Og., w lutym 1926 z podporządkowania 4 Brygady wyszedł 14 szwadron OP.
Szwadron był podstawową jednostką taktyczną kawalerii KOP. Zadaniem szwadronu było prowadzenie działań pościgowych, patrolowanie terenu, w dzień i w nocy, na odległości nie mniejsze niż 30 km, a także utrzymywanie łączności między odwodami kompanijnymi, strażnicami i sąsiednimi oddziałami oraz eskortowanie i organizowanie posterunków pocztowych. Wymienione zadania szwadron realizował zarówno w strefie nadgranicznej, będącej strefą ścisłych działań KOP, jak również w pasie ochronnym sięgającym około 30 km w głąb kraju. Szwadron był też jednostką organizacyjną, wyszkoleniową, macierzystą i pododdziałem gospodarczym . Jednostką administracyjną dla szwadronu był batalion KOP „Borszczów”.
W lipcu 1929 zreorganizowano kawalerię KOP. Zorganizowano dwie grupy kawalerii. Podział na grupy uwarunkowany był potrzebami szkoleniowymi i zadaniami kawalerii KOP w planie „Wschód”. Szwadron wszedł w skład grupy południowej. Przyjęto też zasadę, że szwadrony przyjmą nazwę miejscowości będącej miejscem ich stacjonowania. Obok nazwy geograficznej, do 1931 stosowano również numer szwadronu.
W 1934(?)1932 dokonano kolejnego podziału szwadronów. Tym razem na trzy grupy inspekcyjne. Szwadron wszedł w skład grupy południowej.
W 1938 nastąpiła reorganizacja podporządkowania i struktur kawalerii KOP. Szwadrony zakwalifikowano do odpowiednich typów jednostek w zależności od miejsca stacjonowania. Szwadron zakwalifikowano do grupy I. Organizacja szwadronu kawalerii na dzień 20 listopada 1938 przedstawiała się następująco: dowódca szwadronu, szef szwadronu, drużyna ckm, drużyna gospodarcza, patrol telefoniczny i dwa plutony liniowe po cztery sekcje, w tym sekcję rkm . Liczył 2 oficerów, 1 chorążego, 8 podoficerów zawodowych, 2 podoficerów nadterminowych i 72 ułanów. Na uzbrojeniu posiadał 2 ckm, 2 rkm, 73 karabinki, 76 szabel. Posiadał też 83 konie wierzchowe. Szwadron wchodził w skład Brygady KOP „Podole”.
W 1939 zmobilizowany szwadron stanowił kawalerię dywizyjną 11 Karpackiej Dywizji Piechoty.

## Żołnierze szwadronu
Dowódcy szwadronu
- rtm. Józef Hart z 2 psk (od 14 III 1925[25][26])
- rtm. Eugeniusz Spasowicz (był w 1928)[27]
- rtm. / mjr kaw. Tadeusz I Zieliński (do VII 1929 → kwatermistrz 6 puł[28][27] )
- rtm. Stanisław Kociejowski[e] (5 stycznia 1935 – 1939)[27]
- rtm. Józef Dąbrowski z 6 puł (1939[24][30])

Oficerowie
- W latach 30. lekarzem KOP w Zaleszczykach był kpt. rez. dr Zygmunt Manowarda[31].

Obsada personalna szwadronu kawalerii dywizyjnej nr 11
- dowódca szwadronu – rtm. Józef Dąbrowski
- dowódca plutonu – por. Kazimierz Kawecki z 19 puł.
- dowódca plutonu – por. rez. Eligiusz Bałandiuk[f]